# Raión de Irshava
Irshava (en ucraniano: Іршавський район) es un raión o distrito de Ucrania en el óblast de Zakarpatia. 
Comprende una superficie de 945 km².
La capital es la ciudad de Irshava.

## Demografía
Según una estimación de 2010 contaba con una población total de 100.905 habitantes.

## Otros datos
El código KOATUU es 2121900000. El código postal 90100 y el prefijo telefónico +380 3144.